# Pożar bloku w Johannesburgu
Pożar bloku w Johannesburgu – pożar, który wybuchł 31 sierpnia 2023 roku w Johannesburgu, największym mieście w Południowej Afryce. W wyniku pożaru nielegalnie zamieszkiwanego budynku, śmierć poniosło 77 osób, a 88 zostały ranne. Był to najtragiczniejszy pożar w historii Południowej Afryki.

## Historia
Pożar miał miejsce w Central Business District, w pięciopiętrowym opuszczonym bloku będącym własnością władz miasta. Blok został wybudowany w 1954 roku i pierwotnie mieściła się w nim siedziba główna Departamentu Spraw Pozaeuropejskich Johannesburga. W 1994 roku otwarto w nim dom dla samotnych matek. Budynek zamknięto w 2019 roku. W dniu pożaru był on nielegalnie zamieszkiwany przez aż 200 osób – wiele z nich to osoby ubogie, bezdomne, a także migranci zarobkowi przybyli z ubogiej prowincji kraju. Aby w budynku pomieściło się więcej osób, prowizorycznie utworzono niewielkie pokoje.
Pożar wybuchł 31 sierpnia 2023 roku we wczesnych godzinach porannych, a jego przyczyna nie jest obecnie znana. Ogień szybko rozprzestrzenił się po całym budynku, odcinając drogę ucieczki wielu osobom. Spanikowani mieszkańcy, chcąc uciec, wyskakiwali z okien budynku, a część z nich nie przeżyła skoku. Strażacy znaleźli zwłoki kilkudziesięciu osób przy zamkniętej bramie głównej na parterze. Wśród ofiar znalazło się 12 dzieci. Po pożarze, wielu mieszkańców bloku, w obawie przed bezdomnością zadeklarowało chęć jego dalszego zamieszkiwania.